# Ballina (Australië)
Ballina is een kustplaats in de regio Northern Rivers van de staat New South Wales in Australië en de hoofdplaats van Ballina Shire Council. In 2014 had Ballina ruim 17.000 inwoners. De plaats aan de noordoever van de Richmond River dicht bij Cape Byron, het oostelijkste punt van Australië, is bekend om zijn watersportmogelijkheden en onderwaternatuur.

## Geboren
- Kerry Saxby-Junna (1961), snelwandelaarster